# ژان پلرن
ژان پلرن (به فرانسوی: Jean Pellerin) شاعر قرن نوزدهم میلادی اهل فرانسه بود.